# Lepechinia mollis
Lepechinia mollis là một loài thực vật có hoa trong họ Hoa môi. Loài này được (Epling) Epling mô tả khoa học đầu tiên năm 1935.